# Прапор Трнавського краю

Прапор Трнавського краю (співвідношення 2:3)

Прапор Трнавського краю, регіону Словаччини, блакитний з трьома горизонтальними жовтими (золотими) смугами. Синя та жовта частини прапора співвідносяться одна з одною (зверху вниз) 2:1:1:1:1:1:2.
Жовтий і синій кольори є регіональними кольорами, і їхнє включення до прапора ґрунтується на гербі регіональної столиці Трнави (на якому зображено золоте колесо на блакитному тлі) та інших місць у регіоні. Наприклад, герб Дунайської Стреди, зображений тут ліворуч, містить три сині та три жовті (золоті) горизонтальні смуги.
Три золоті лінії, як і три блакитні хвилясті лінії на регіональному гербі, відносяться до трьох річок Дунай, Ваг і Морава, усі три з яких протікають крізь або на околицях регіону.

Прапор прийнято 20 грудня 2002 року.